# 무릴루 엔히크 페레이라 호샤
무릴루 엔히크 페레이라 호샤(포르투갈어: Murilo Henrique Pereira Rocha, 1997년 7월 17일~)는 브라질의 축구 선수로, 포지션은 미드필더다. K리그 등록명은 무릴로였다.